# Leiopus linnei
Leiopus linnei là một loài bọ cánh cứng trong họ Cerambycidae.